# Angelina Anyikwa
Angelina Anyikwa est une athlète nigériane.

## Carrière
Angelina Anyikwa est médaillée de bronze du lancer du javelot aux Jeux africains de 1965 à Brazzaville avec un lancer à 39,48 m. 